# Carex chapmanii
Espèce
Classification phylogénétique
Carex chapmanii est une espèce des plantes du genre Carex et de la famille des Cyperaceae.